# Elmhurst (Staffordshire)
Elmhurst – wieś w Anglii, w hrabstwie Staffordshire, w dystrykcie Lichfield. Leży 23 km na południowy wschód od miasta Stafford i 177 km na północny zachód od Londynu.